# Friedrich Schnapp

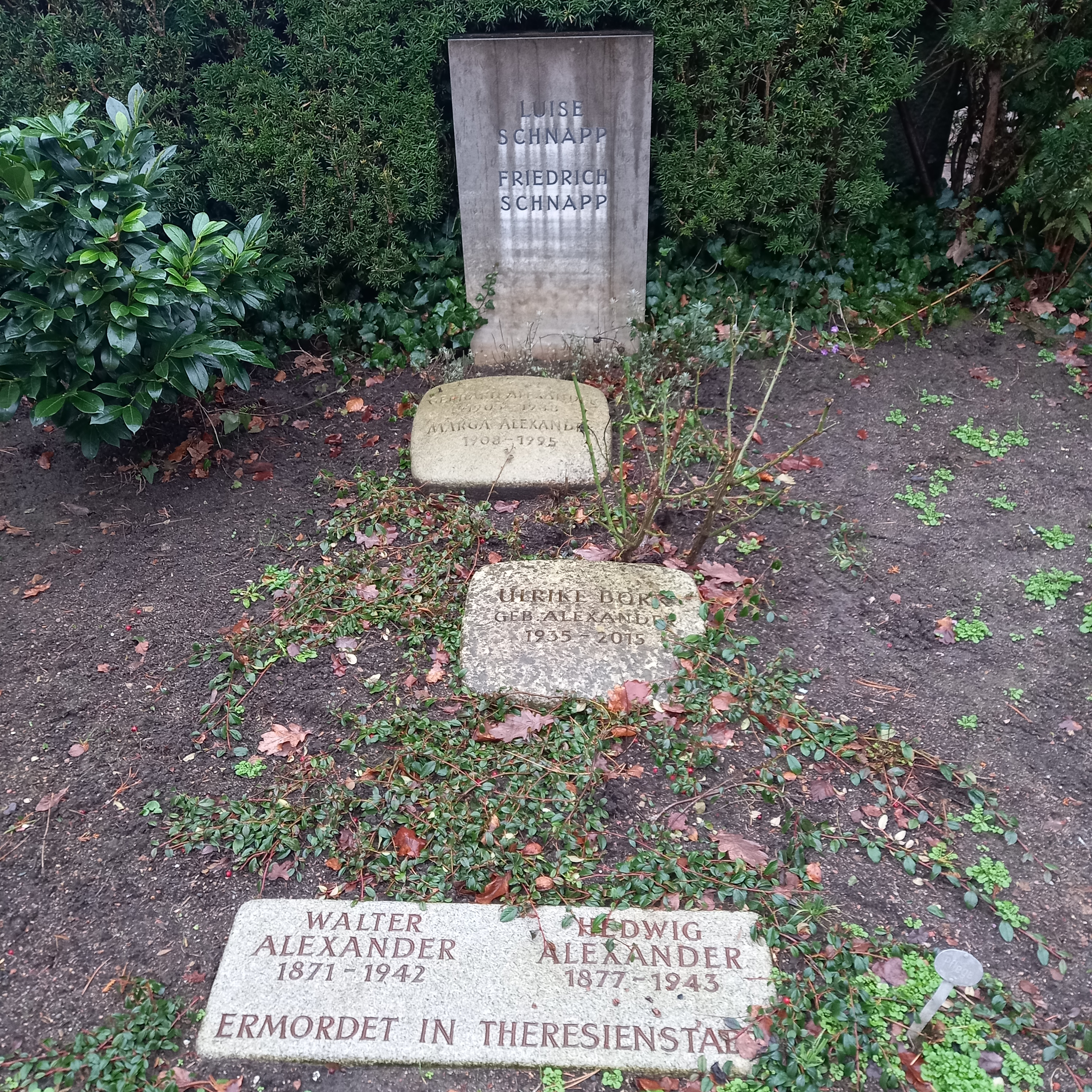
Das Grab von Friedrich Schnapp und seiner Ehefrau Luise auf dem Nienstedtener Friedhof in Hamburg

Friedrich Schnapp (* 16. September 1900 in Dortmund; † 26. Juli 1983 in Escheburg) war ein deutscher Musikwissenschaftler und Germanist.

## Leben
Schnapp studierte Klavier, Violine, Musikwissenschaft und Germanistik. Auf Bitten von Ferruccio Busonis Witwe katalogisierte er die Werke des Komponisten. 1939 war er verantwortlich für die Live-Sendungen von Wilhelm Furtwänglers Aufführungen während des Zweiten Weltkrieges im Deutschlandsender Berlin. 1945 zog er nach Hamburg und wurde Cheftonmeister des neu geschaffenen Nordwestdeutschen Rundfunks.
Hier entstand eine professionelle und später persönliche Freundschaft mit dem Dirigenten Hans Schmidt-Isserstedt, dem Leiter des N(W)DR Sinfonieorchesters. 1965 ging er in den Ruhestand. Die letzten achtzehn Jahre seines Lebens widmete er verstärkt dem Studium der Musik und beschäftigte sich mit E. T. A. Hoffmanns Musik und Korrespondenz, der Neuen Mozart-Gesamtausgabe, dem Werk des schwedischen Komponisten Franz Berwald und der Orchestrierung von Liszt.

## Werke (Auswahl)
- Die persönlichen Beziehungen Robert Schumanns zu Hans Christian Andersen, Robert Reinick und Friedrich Hebbel, Diss., Münster 1922

als Herausgeber
- E. T. A. Hoffmanns Briefwechsel. Winkler Verlag, München 1969 (zusammen mit Hans von Müller).

1. Königsberg–Leipzig. 1794–1814.
2. Berlin 1814–1822.
3. Nachträgliches, Register.

- Schriften zur Musik / Nachlese (Dichtungen, Schriften, Aufzeichnungen und Fragmente), München: Winkler 1963, 1064 S. (Neubearb. Ausg. der Nachlese 1993, ISBN 3-538-05278-6)
- Der Musiker E. T. A. Hoffmann – Ein Dokumentenband, Hildesheim: Gerstenberg Verlag 1981, 747 S.